# 스로르
스로르(Thrór)는 존 로널드 루엘 톨킨의 소설 《호빗》에 등장하는 등장인물이다. 소린의 조부이며, 스라인의 아버지이다. 아조그에게 아들 스라인과 함께 죽임을 당했다.